# 金神镇
金神镇，是中华人民共和国安徽省安庆市桐城市下辖的一个乡镇级行政单位。

## 行政区划
金神镇下辖以下地区：
金神村、孙桥村、玉咀村、联圩村、草原村、金鹿村、天林村、塘桥村、杨塘村、黄盆村、香铺村、琚祠村、南普村、包圩村、莲花村、万新村、杨公村和许咀村。